# Joseph Déjacque
Joseph Déjacque (Paris, 27 décembre 1821 – Gentilly, 18 novembre 1865), est un militant et écrivain anarchiste. Il a créé le néologisme « libertaire », par opposition à libéral, dans son pamphlet De l'être-humain mâle et femelle - Lettre à P. J. Proudhon publié en 1857 à La Nouvelle-Orléans.
« Ouvrier-poète » selon un modèle né dans les milieux saints-simoniens de la monarchie de Juillet et authentique prolétaire, Joseph Déjacque a écrit lors d'un long exil en Europe puis aux États-Unis à la suite du coup d’État du 2 décembre 1851 une œuvre abondante et emportée.
À partir de 1858, il a publié ses textes lui-même, dans Le Libertaire, Journal du mouvement social dont 27 numéros paraissent à New York jusqu'en 1861, en dépit des difficultés financières de l'auteur-éditeur. Ouvrier décorateur, colleur de papier peint, Déjacque en est l'unique contributeur, tenant, en des colonnes serrées et une plume farouche, la chronique de l'actualité politique et sociale de son temps : compétitions et luttes des grandes Nations en Europe et triomphe de l'autoritarisme de carnaval, du bonapartiste bourgeois, en France, campagne antiesclavagistes de John Brown, prélude à la guerre de sécession, misères et illusions de la multitude d'immigrant qu'il côtoie en Amérique. Omniprésent, le sort des ouvriers dans les grandes villes industrielles des deux rives, les « esclaves » du capitalisme. Il y publie aussi en feuilleton divers textes théoriques et polémiques et une utopie, « L'Humanisphère : Utopie anarchique » qui est resté son texte le plus lu, le seul à avoir connu plusieurs éditions au XXe siècle. Ignoré dans son pays d'origine malgré le succès du mot qu'il a inventé, Joseph Déjacque suscite un nouvel intérêt depuis que l'ensemble de son œuvre est disponible sur internet.

## Biographie

### Les années de formation, de l'enfance à l'exil
Né en 1821, Joseph Déjacque grandit orphelin de père, élevé par sa mère, lingère. Il entre en 1834 comme apprenti, il devient, en 1839, commis de vente dans un commerce de papiers-peints. Mais, en 1841, il s'engage dans la Marine, il découvre l'Orient mais aussi l'autoritarisme militaire. De retour à la vie civile en 1843, il exerce comme commis de magasin, mais son indépendance d'esprit s'accommode mal de l'autorité patronale.
En 1847, il commence à s'intéresser aux idées socialistes, compose des poèmes dans lesquels il appelle à la destruction de toute autorité par la violence, et collabore au journal L'Atelier, un journal écrit par des ouvriers pour des ouvriers qui prône le socialisme.
Inscrit le 10 mai 1848 aux Ateliers nationaux, Joseph Déjacque assiste à l'insurrection de juin 1848. Il est membre du Club des Femmes fondé en avril 1848 avec comme présidente Eugénie Niboyet, il collabore également au journal impulsé par les militantes de ce club : La Voix des femmes, mené par Jeanne Deroin et Pauline Roland. Arrêté, bien qu'il n' ait pas participé directement à l'insurrection, il est transporté à Cherbourg, ramené à Paris, libéré en mars ou avril 1849, puis emprisonné de nouveau.
En août 1851, il publie son premier recueil de poésies, « Les Lazaréennes, fables et poésies sociales ». Le gouvernement de Louis-Napoléon Bonaparte fait saisir l'ouvrage et poursuivre auteur et imprimeur pour « excitations à la haine et au mépris du gouvernement de la République, à la haine et au mépris des citoyens les uns contre les autres, enfin l'apologie de faits qualifiés crimes par la loi pénale ». La destruction du livre est ordonnée  par arrêt de la cour d'assises de la Seine le 22 octobre 1851. Joseph Déjacque est condamné à deux ans de prison et 2 000 francs d'amende, son imprimeur, J-B Prosper Beaulé, à six mois de prison et 2 000 francs d'amende. Pour échapper à cette condamnation Joseph Déjacque se réfugie d'abord à Bruxelles puis à Londres, où il se lie à Gustave Lefrançais avec qui il fonde une société d'entraide ouvrière La Sociale, avant de rejoindre la petite communauté de proscrits regroupés à Jersey. 
Le 26 juillet 1853, il prononce un discours lors de l'enterrement de Louise Julien, une proscrite du Belleville populaire, morte dans la misère, prenant la parole après Victor Hugo qui avait été désigné par l'assemblée générale des proscrits.

### Un Libertaire à New York

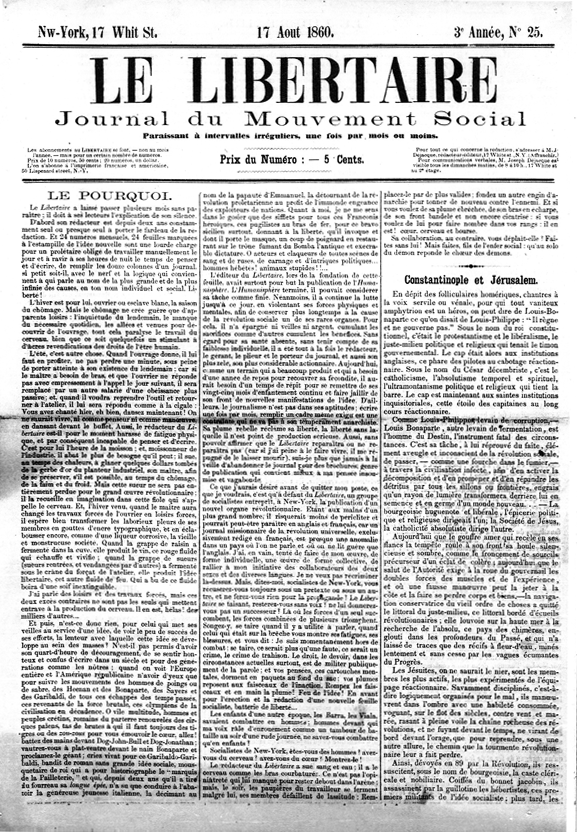
Le Libertaire, Journal du mouvement social, New-York, no 25, 17 août 1860.

Installé à New York à partir de 1854, durablement marqué par la défaite de 1848, Joseph Déjacque dénonce violemment dans ses écrits l'injustice de la société dans laquelle il vit et en particulier l'exploitation et les conditions de vies misérables des prolétaires et appelle à la révolution sociale. Ses réflexions sur l'existence individuelle dans le monde industriel et capitaliste l'amènent à élaborer aussi une théorie originale de l'universalité et à prôner une politique anarchiste intransigeante qu'il expose notamment dans L’Humanisphère, utopie anarchique, (New-York, 1857) et à travers divers autres textes qu'il publie dans son journal Le Libertaire dont 27 numéros paraissent à New York de juin 1858 à février 1861.
Anarchiste intransigeant, Joseph Déjacque rejette tout système de représentation ou de délégation politique qui conduirait l'individu à abdiquer sa volonté en laissant un autre s'exprimer à sa place, refus qui, selon ses propres déclarations, a motivé son intervention en réponse à Victor Hugo et qu'il développe dans La question révolutionnaire écrite à Jersey et publiée à son arrivée à New York en 1854. Partisan de la plus complète liberté qu'il nomme « souveraineté individuelle », dans un monde sans exploitation, Joseph Déjacque est connu aussi pour avoir, parmi les premiers, réclamé notamment dans De l'Être-Humain mâle et femelle, en réponse à la misogynie de Proudhon, la parité totale pour les femmes.
En 1855, il signe le manifeste inaugural de l'Association internationale fondée à Londres. Cette association réunit des socialistes français, des communistes allemands, des chartistes anglais, ainsi que des socialistes polonais, elle est considérée comme une préfiguration de l'Association internationale des travailleurs, elle s'implante aussi aux États-Unis grâce aux réfugiés français: Joseph Déjacque donc, mais aussi Claude Pelletier et Frédéric Tuefferd et d'autres.

### Le retour
« Voile au vent ! fils de la pensée,

Marcheurs dont l’âme est le gréement 

Voile au vent, et flamme hissée ! !
Alors que débute la Guerre de Sécession, Déjacque publie un dernier numéro du Libertaire en janvier 1861 avec un appel pressant : « La Question Américaine : l'irrépressible conflit » dans lequel il exhorte le peuple américain, qu'il aimerait « moins religieux et plus socialiste », à défendre la liberté et la République contre les « Jésuites, les esclavagistes », « les absolutistes », « contre les ennemis nocturnes, [...] les autoritaires » qui sont à sa porte.
Si, lui, « homme libre du globe, et [se] considérant partout comme dans [sa] patrie » offre encore ses services, on sent de la lassitude dans le rappel de ses avertissements précédents : cet affrontement qu'il a prévu va certes conduire à l'abolition de l'esclavage des noirs que Déjacque, a toujours combattu depuis son arrivée en Amérique, en ayant constaté lui-même les ravages lors de ses séjours à La Nouvelle-Orléans, mais il pressent que les masses américaines empreintes de religiosité et avides de saisir les promesses du nouveau monde ne sont pas prêtes pour se libérer de l'autre esclavage qu'il dénonce, celui du capitalisme.
En 1861, en cette première année de la guerre de sécession, il va en fait profiter de la loi d'amnistie qui vient d'être promulguée pour rentrer en France. Il ne publie plus rien et les dernières années de son existence sont obscures.
« Il est mort, fou de misère, à Paris en 1864 », note juste Gustave Lefrançais dans ses Souvenirs d’un révolutionnaire.

## Citations
- « Le Libertaire n’a de patrie que la patrie universelle. Il est l’ennemi des bornes : bornes-frontières des nations, propriété d’État ; bornes-frontières des champs, des maisons, des ateliers, propriété particulière ; bornes-frontières de la famille, propriété maritale et paternelle. Pour lui, l’Humanité est un seul et même corps dont tous les membres ont un même et égal droit à leur libre et entier développement, qu’ils soient les fils d’un continent ou d’un autre, qu’ils appartiennent à l’un ou l’autre sexe, à telle ou telle autre race.
 De religion, il n’en a aucune ; il est protestant contre toutes. Il professe la négation de Dieu et de l’âme ; il est athée et matérialiste, attendu qu’il affirme l’unité universelle et le progrès infini ; et que l’unité ne peut exister, ni individuellement, ni universellement, avec la matière esclave de l’esprit et l’esprit oppresseur de la matière, comme le progrès non plus ne peut être infiniment perfectible s’il est limité par cette autre borne ou barrière où les humanicides ont tracé avec du sang et de la boue le nom de Dieu. », Le Libertaire, no 1, 9 juin 1858.
- « Il y a assez longtemps qu’on épelle l’idée sociale, il serait temps de la dire couramment ; de la publier sans hésitation. Tâchons donc, une bonne fois, de nous défaire de ces réminiscences théistes et bourgeoises, d’oublier à jamais ce catéchisme politique et libéral que force nous a été de balbutier dans notre jeunesse, mais que nous devons désapprendre et désavouer à l’âge de raison. Opposons au libéralisme le libertarisme, au verbe politique l’incarnation sociale. », Lettre aux Mandarins de France, Le Libertaire, no 7, 25 octobre 1858.
- « Bien des gens, je le sais, parlent de la liberté sans la comprendre, ils n’en ont ni la science ni même le sentiment. Ils ne voient jamais dans la démolition de l’autorité régnante qu’une substitution de nom ou de personne ; ils n’imaginent pas qu’une société puisse fonctionner sans maîtres ni valets, sans chefs ni soldats ; ils sont pareils, en cela, à ces réacteurs qui disent : « Il y a toujours eu des riches et des pauvres, il y en aura toujours. Que deviendrait le pauvre sans le riche ? il mourrait de faim ! » Les démagogues ne disent pas tout à fait cela, mais ils disent : « Il y a toujours eu des gouvernants et des gouvernés, il y en aura toujours. Que deviendrait le peuple sans gouvernement ? Il croupirait dans l’esclavage » Tous ces antiquaires-là, les rouges et les blancs, sont un peu compères et compagnons ; l’anarchie, le libertarisme, bouleverse leur misérable entendement, entendement encombré de préjugés ignares, de niaises vanités, de crétinisme. », L'Autorité, la dictature, Le Libertaire, no 12, 7 avril 1859.

## Œuvres

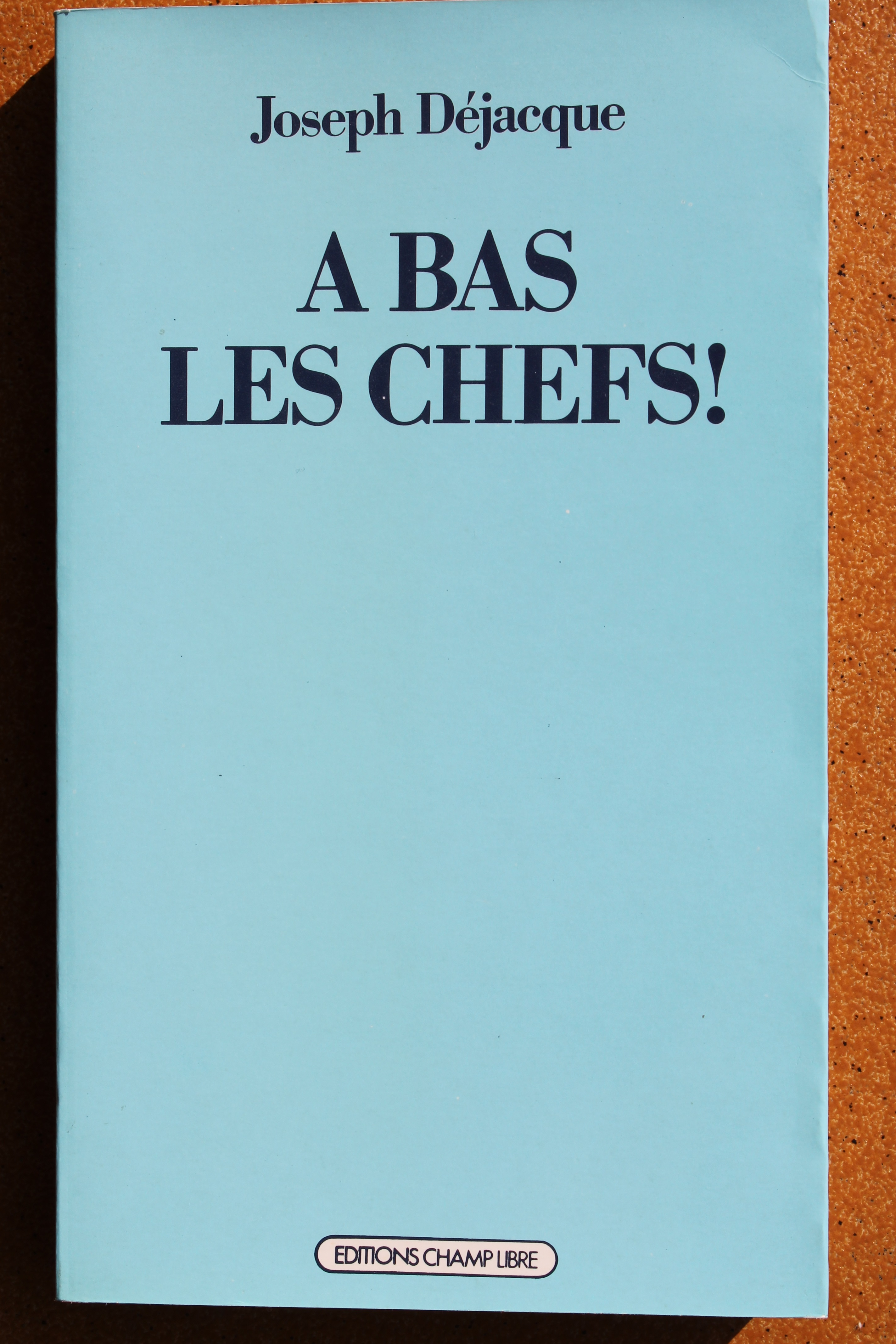
A bas les chefs !, Champ libre, réédition de 1979.

- La proclamation de la République, 1848, texte intégral.
- Aux ci-devant dynastiques, aux tartufes du peuple et de la liberté, 1848, texte intégral.
- Les Lazaréennes, fables et poésies sociales, Paris, Chez l'Auteur, 37 rue Descartes, In-8. 47 p., 1851
- « Discours prononcé le 26 juillet 1853 sur la tombe de Louise Julien, proscrite », Almanach des Femmes, Women's Almanach for 1854, Londres-Jersey, 1853-1854, texte intégral.
- La question révolutionnaire, New-York, 1854, texte intégral.
- De l'être-humain mâle et femelle. Lettre à P.J. Proudhon, La Nouvelle-Orléans, 1857, texte intégral.
- Les Lazaréennes, deuxième édition, Nouvelle-Orléans, 1857.
- Béranger au pilori, La Nouvelle-Orléans, 1857, texte intégral.
- L'Humanisphère, utopie anarchique, New-York, 1858 [lire en ligne].
- Lettre à Pierre Vésinier, 1861, texte intégral.
- Le Libertaire, Journal du mouvement social, New-York, juin 1858 à février 1861, 27 n° de 4 pages, texte intégral.
  - Le Libertaire, no 1, 9 juin 1858, texte intégral.
  - Le Circulus dans l’Universalité, no 8 et 9, 1858-1859, texte intégral.
  - L’autorité - La Dictature, no 12, avril 1859, texte intégral.
  - La Guerre Servile, no 18, 26 octobre 1859, texte intégral.
  - L'Organisation du travail, no 22, 24, 26, 1860, texte intégral.
- À bas les chefs !, Les Temps Nouveaux, no 61, 1912, [lire en ligne].
- À bas les chefs !, textes établis et présentés par Valentin Pelosse, coll. Classiques de la Subversion, Paris, Éditions Champ libre, 1971, réédité en 1979.Ce volume contient : La question révolutionnaire, L'Humanisphère, À bas les chefs !, La libération des Noirs américains.
- À bas les chefs ! écrits libertaires (1847-1863), La Fabrique, 2016.

### Audio
- À bas les chefs !, livre audio, 19 février 2009, écouter en ligne.